# اریک اندرسن
اریک اندرسن (انگلیسی: Eric Andersen؛ زادهٔ ۱۴ فوریهٔ ۱۹۴۳) یک موسیقی‌دان اهل ایالات متحده آمریکا است. وی از سال ۱۹۶۳ میلادی تاکنون مشغول فعالیت بوده‌است.